# Tillfälligheternas spel
Tillfälligheternas spel är ett studioalbum av Tomas Ledin från 1990. Det toppade den svenska albumlistan under perioden 7 november-19 december 1990. För albumet tilldelades han även Rockbjörnen i kategorin "Årets svenska skiva".
Tillfälligheternas spel är en av titlarna i boken Tusen svenska klassiker (2009).

## Låtlista
1. "En del av mitt hjärta" – 4:40
2. "Hon gör allt för att göra mig lycklig" – 3:24
3. "Genom ett regnigt Europa" – 3:34
4. "Här kommer den nya tiden" – 3:40
5. "Är du min kvinna" – 3:32
6. "Snart tystnar musiken" – 4:54
7. "Alltid en vän i mej" – 3:43
8. "Tillfälligheternas spel" – 5:52
9. "Jag vet inte varför" – 3:37
10. "En dag på stranden" – 4:17

## Medverkande
- Lasse Andersson – producent
- Marie Fredriksson – sång på "Tillfälligheternas spel"
- Tomas Ledin – producent, sång
- Mats Ronander – munspel på "Hon gör allt för att göra mig lycklig"
- Robert Wellerfors – tekniker

## Listplaceringar
| Lista (1990-1991) | Position |
| ----------------- | -------- |
| Sverige           | 1        |

### Fotnoter
1. ↑  Tillfälligheternas spel på Svensk mediedatabas
2. ↑  ”Alla Rockbjörnsvinnare sedan 1979” (på svenska). Nöjesbladet. 9 juni 2000. https://wwwc.aftonbladet-cdn.se/noje/special/rockbjorn00/gamla.html. Läst 1 maj 2011.
3. ↑  Gradvall et al (2009), #735
4. ↑  Swedishcharts - Tillfälligheternas spel på den svenska albumlistan